# El Refugio (Tala)
El Refugio es una localidad del estado mexicano de Jalisco. Es parte del municipio de Tala.

## Demografía
| Gráfica de evolución demográfica |
|                                  |

| Censo | Población |
| ----- | --------- |
| 1900  | 1 031     |
| 1910  | 1 365     |
| 1921  | 1 099     |
| 1930  | 1 055     |
| 1940  | 858       |
| 1950  | 1 631     |
| 1960  | 2 441     |
| 1970  | 2 854     |
| 1980  | 3 347     |
| 1990  | 4 495     |
| 2000  | 5 410     |
| 2010  | 6 262     |
| 2020  | 7 121     |